# Frank Mantek
Frank Mantek (* 20. Januar 1959 in Jena) ist ein ehemaliger Gewichtheber und derzeitiger Sportdirektor des Bundesverbandes Deutscher Gewichtheber.

## Sportlicher Werdegang
Manteks erster internationaler Wettkampf waren im Alter von 21 Jahren die Olympischen Spiele 1980 in Moskau, die, wie damals üblich, gleichzeitig die Weltmeisterschaften für dieses Jahr darstellten. Hier konnte er mit einer Leistung von 370,0 kg (165,0/205,0 kg) im Zweikampf im Mittelschwergewicht bis 90 kg die olympische Bronzemedaille gewinnen. Nachdem David Rigert nach drei ungültigen Reißversuchen mit 170,0 kg aus dem Wettkampf ausschied und Rolf Milser wegen des Boykotts der Weststaaten nicht teilnehmen konnte, waren schon zwei der eigentlichen Titelfavoriten in dieser Gewichtsklasse ausgeschaltet.
Bei den Weltmeisterschaften 1981 in Lille konnte er nach 165,0 kg im Reißen keinen gültigen Versuch im Stoßen einbringen und blieb somit unplatziert. 1982 in Ljubljana konnte er mit 377,5 kg (170,0/207,5 kg) im Zweikampf die Bronzemedaille gewinnen. Sieger wurde Blagoj Blagojew mit 415,0 kg vor Jurik Wardanjan mit 395,0 kg.
Seinen letzten internationalen Wettkampf bestritt Mantek 1983 bei der Weltmeisterschaft in Moskau, den er jedoch erneut unplatziert beenden musste. Im Alter von 25 Jahren beendete Mantek seine Karriere aufgrund von Schulterverletzungen.

## Karriere als Trainer
Mantek war von 1990 bis Dezember 2012 Sportdirektor und Bundestrainer der Männer des Bundesverband Deutscher Gewichtheber. Unter anderem führte er Matthias Steiner 2008 zu olympischem Gold im Superschwergewicht. Seit 2012 ist er auf eigenen Wunsch nur noch als Sportdirektor für den Verband tätig; sein Nachfolger im Traineramt ist Oliver Caruso.

## Doping in der DDR
Mantek gestand die Einnahme von Oral-Turinabol während seiner aktiven Zeit als Sportler in der DDR. Nach Aussage des Doping-Experten Werner Franke war Mantek mit einer Dosis von 7600 Milligramm jährlich „der zweithöchst Gedopte der DDR-Geschichte.“

## Persönliche Bestleistungen
- Reißen: 170,0 kg in der Klasse bis 90 kg bei der Weltmeisterschaft 1982 in Ljubljana
- Stoßen: 207,5 kg in der Klasse bis 90 kg bei der Weltmeisterschaft 1982 in Ljubljana
- Zweikampf: 377,5 kg in der Klasse bis 90 kg bei der Weltmeisterschaft 1982 in Ljubljana